# Corque
Corque (aymara (språk): Kurki) är en ort i Bolivia.   Den ligger i departementet Oruro, i den centrala delen av landet, 270 km väster om huvudstaden Sucre. Corque ligger 3 776 meter över havet och antalet invånare är 9 221.
Terrängen runt Corque är platt åt sydväst, men åt nordost är den kuperad. Runt Corque är det mycket glesbefolkat, med 3 invånare per kvadratkilometer.. Det finns inga andra samhällen i närheten.
Omgivningarna runt Corque är i huvudsak ett öppet busklandskap.